# Kirkwall Castle
Kirkwall Castle, auch King’s Castle, ist eine abgegangene Burg in Kirkwall, dem Hauptort der schottischen Orkney-Inseln. Sie wurde im 14. Jahrhundert erbaut und 1614 zerstört. Die letzten Ruinen wurden im 19. Jahrhundert beseitigt. Der genaue Standort der Burg war in der Nähe der Ecke Broad Street und Castle Street im Stadtzentrum.

## Geschichte
Im 14. Jahrhundert hatte Henry Sinclair das Jarltum Orkney inne, das ihm König Håkon VI. von Norwegen 1379 verliehen hatte. Bald nach der Verleihung ließ er die Burg in Kirkwall errichten.
Anfang des 17. Jahrhunderts brach Patrick Stewart, 2. Earl of Orkney, eine Fehde mit Lawrence Bruce, dem Sheriff von Shetland, vom Zaun. Stewart wurde 1610 inhaftiert und im Mai 1614 rebellierte sein Sohn Robert gegen König Jakob VI. Robert und seine Unterstützer besetzten Kirkwall Castle, sowie den Bischofspalast, den Palast des Earls und die St.-Magnus-Kathedrale.
Im August führte der Earl of Caithness königliche Truppen gegen die Rebellen und die Besatzung von Kirkwall Castle ergab sich im September. Am 26. Oktober 1614 ordnete das Privy Council of Scotland die Zerstörung von Kirkwall Castle an.
Die Ruine stand noch bis 1742; dann wurden die meisten ihrer Bausteine zum Bau eines Stadthauses und eines Gefängnisses verwendet. 1865 war nur noch ein 17 Meter langes Stück Mauer übriggeblieben, das man auch noch entfernte, um besseren Zugang zum Gelände zu schaffen.
Heute zeigt eine Tafel den Standort der früheren Burg an.